# NGC 3463
NGC 3463 is een spiraalvormig sterrenstelsel in het sterrenbeeld Waterslang. Het hemelobject werd op 26 maart 1835 ontdekt door de Britse astronoom John Herschel.

## Synoniemen
- ESO 502-2
- MCG -4-26-14
- IRAS 10528-2552
- PGC 32813